# Janine Reding
Janine Reding (21 novembre 1920 – 31 dicembre 2015) è stata una pianista e pedagoga belga.

## Biografia
Figlia di Fernand Reding, avvocato e direttore del giornale L'Éventail, e nipote di Victor Reding, fondatore dello stesso giornale e direttore del Théâtre Royal du Parc, e di Guillaume Guidé, co-direttore del Teatro della Monnaie. Sua madre Yvonne - grazie al lavoro del padre - era entrata in contatto giovanissima con musicisti, scrittori, commediografi e registi quali Giacomo Puccini, Jules Massenet, Camille Saint-Saëns, Arthur De Greef o Isaac Albéniz, molti dei quali andavano volentieri a suonare il pianoforte a coda Pleyel della famiglia.

Janine Reding passa dunque l'infanzia immersa in un'atmosfera di grande fermento intellettuale. A sei anni inizia lo studio del pianoforte, diventando a dieci l'allieva più giovane di Arthur De Greef, che d'abitudine accoglieva solamente studenti adulti. Alla morte di De Greef, prosegue lo studio del pianoforte con Kurt Leimer, e segue i corsi di direzione d'orchestra di Erich Kleiber. A 17 anni si esibisce per la prima volta in pubblico con un recital al museo Charlier, dove continua a suonare nonostante la sala resti al buio per una panne di corrente elettrica, guadagnandosi una tempesta di applausi. Entrata in novembre del 1939 alla Chapelle Musicale Reine Elisabeth, vi incontra il giovane pianista Henry Piette, che diventerà in seguito suo marito, e con cui formerà un famoso duo pianistico incoraggiata - fra gli altri - da Ernest Ansermet.

Nel corso della sua carriera, il duo Reding-Piette ha avuto l'opportunità di eseguire la quasi totalità del repertorio per due pianoforti, spesso sotto la direzione di direttori d'orchestra di primo piano come Eugen Jochum, Lorin Maazel, Hans Schmidt-Isserstedt, Charles Münch, André Cluytens, Rafael Kubelík o Paul van Kempen. Ha inoltre spesso eseguito opere in prima mondiale o nazionale, fra cui numerose scritte per il duo stesso. Fra queste, la Scottish Ballad di Benjamin Britten, la prima esecuzione in Belgio della versione orchestrale della Sonata per due pianoforti e percussioni di Béla Bartók, la prima europea del Concerto per due pianoforti di Bohuslav Martinů, la prima esecuzione a Bruxelles della Sonata per due pianoforti di Igor Stravinskij, la prima mondiale della Sinfonia n. 5 "Concertante in eco" e del Concerto per due pianoforti di Gian Francesco Malipiero, del Concerto per due pianoforti di Darius Milhaud e infine del Concerto per due pianoforti di Francis Poulenc, eseguito in prima assoluta alla Philharmonie di Berlino e ripetuto poi a Tokyo.

Il duo Reding-Piette non ha mai voluto registrare dei dischi, giudicandoli conserve musicali, forse anche a causa dei procedimenti di registrazione dell'epoca che consentivano di sovrapporre e innestare uno sull'altro diversi frammenti incisi in momenti diversi. Tuttavia, dopo la morte del marito Henry Piette, nel 1987, e su consiglio della pianista inglese Moura Lympany, Janine Reding, desiderosa di lasciare una traccia del lavoro effettuato con il marito, si occupò di rintracciare ed editare diverse sessioni di registrazione che il duo aveva effettuato nelle diverse istituzioni radiofoniche attraverso il mondo, pubblicando la raccolta presso l'etichetta inglese Olympia Compact Discs Ltd.

## Il Concorso nazionale, la Fondazione Reding-Piette e il Premio Guillaume Guidé
Allo scopo di diffondere e valorizzare il repertorio per due pianoforti, e di sostenere i giovani duo professionali, Janine Reding ha creato nel 1995 il Concorso internazionale Reding-Piette per duo di pianoforte e nel 1998 la Fondazione Reding-Piette. Il concorso ha avuto tre edizioni: a Polička e Praga nel 1995, a Neuchatel e La Chaux de Fonds nel 1998 e 2001. 

Su iniziativa di Janine Reding, basata su un'idea immaginata da suo nonno Guillaume Guidé, il 25 febbraio 2009 è stato fondato il Premio Guillaume Guidé di oboe o corno inglese. Dal 2012, il premio è attribuito in occasione del concorso internazionale di esecuzione musicale, dedicato all'oboe.

## Il fondo Janine Reding-Piette della Biblioteca Reale del Belgio
Il fondo, conservato alla Sezione Musica della Biblioteca reale del Belgio, è basato su una donazione effettuata da Janine Reding nel 1987, ed è stato alimentato con successive acquisizioni fino al 2009. Contiene documenti relativi alla carriera musicale del Duo Reding-Piette, ma anche a quella di Guillaume Guidé, nonno della donatrice. Molti di questi fanno parte del carnet di autografi di importanti personalità musicali dei primi del Novecento raccolti da Yvonne Guidé, madre di Janine e figlia di Guillaume. Le numerose partiture a stampa e autografe, le fotografie e la corrispondenza indirizzata al Duo, consentono di arricchire le conoscenze sulla vita musicale belga e internazionale dagli inizi del secolo fino agli anni 1980.